# Armand Després
Armand Després est un homme politique français né le 12 avril 1834 à Montrouge et décédé le 27 juillet 1896 à Interlaken (Suisse).

## Biographie
Fils de Félicie Roussel, blanchisseuse, il est présenté et reconnu par Charles Denis Després, médecin interne à l'hôpital Cochin, chirurgien à l'Hôpital de la Charité de Paris, qui l'épouse en 1842. Il a pour parrain le journaliste républicain Armand Carrel.
Il épouse, le 8 mars 1869 à Paris Eugénie Louise Carlier.
Après des études de médecine conclues par une thèse pour le doctorat en 1861, il est chirurgien, interne des hôpitaux de Paris (1857-1862). Il est agrégé en 1863 et, après une année de stage, devient chirurgien en chef des hôpitaux de Paris en 1864, puis chirurgien du bureau central l'année suivante.
Il est professeur agrégé à la Faculté de médecine de Paris (1866).
Il est ensuite chirurgien en chef, chargé du service chirurgical de l'Hôpital Sainte-Périne (1865), à l'Hôpital Lourcine (1866) et Cochin (1872), avant d'être titulaire de l'Hôpital de la Charité de Paris (1880). 
Durant la Guerre franco-allemande de 1870, il est chirurgien en chef de la 7e ambulance et attaché aux ambulances de la Société internationale des secours aux blessés sous le Siège de Paris. Il est arrêté aux derniers jours de la Commune et doit la vie sauve à l'intervention de Raoul Rigault. Pour avoir sauvé de la captivité ses patients après la bataille de Beaune-la-Rolande, il reçoit le titre de Chevalier de la Légion d'honneur le 15 avril 1871.
Il est le médecin de Daniel Wilson, député et gendre de Jules Grévy.
Spécialiste de vénérologie et de la prostitution, il est l'auteur de plusieurs ouvrages, dont un Dictionnaire de thérapeutique médicale et chirurgicale avec Eugène Bouchut (en 1866) et un Traité du diagnostic des tumeurs. Il écrit pour les Archives générales de médecine (1864, 1869) et le Bulletin du bibliophile (1894). Praticien reconnu, il alimente des polémiques médicales en s'opposant à l'antisepsie et aux soins postopératoires.
Conseiller municipal de Paris (Odéon, 6e) de mai 1884 à 1890, où il ne se représente pas, il s'oppose à l'autonomie communale en 1886. 
Il est député de la Seine de 1889 à 1893, siégeant parmi les républicains libéraux. Il est battu aux élections législatives de 1893 par le radical-socialiste Albert Pétrot. Durant ces mandats, il combat la laïcisation des hôpitaux. A l'Assemblée, il propose, vainement, des lois relatives à l'administration communale (sur l'indemnité annuelle des conseillers municipaux de Paris, sur la création d'un Conseil de Paris réunissant conseil municipal et conseil général, sur le vote des budgets de la Préfecture de police et de l'Assistance publique par la Chambre, sur la direction des écoles professionnelles, départementales et municipales de Paris). Sa proposition de loi de 1889 établissant une taxe à prélever sur les voitures-annonces, les voitures de livraison à réclame et les affiches murales peintes permanentes est votée dans les lois de finance des budgets des exercices 1891 et 1892. De même, sa proposition de modifier la loi du 30 novembre 1875 aboutit à la loi du 14 août 1892 modifiant sur les conditions d'éligibilité des députés. Il présente deux rapports, l'un, en 1890, sur un projet de loi portant création d'une école du service de santé de la Marine, aboutissant à la loi du 10 avril 1890, l'autre, en 1892, sur une proposition de loi tendant à réorganiser le corps des infirmiers de la marine. 
Il meurt en Suisse où il réside pour se soigner d'un mal chronique. Ses obsèques ont lieu en l'église Saint-Germain-des-Prés et il est inhumé au Cimetière du Montparnasse.

## Son opposition aux théories microbiennes
Hostile aux découvertes de Pasteur sur l’asepsie, « il vantait les mérites de la malpropreté » et aimait à dire : « Il faut mieux faire venir l’asticot dans la plaie, l’asticot a du bon, il bouffe le vibrion».